# Кононенко, Григорий Дмитриевич
Григорий Дмитриевич Кононенко (08.08.1919—24.12.1970) — разведчик 333-й отдельной разведывательной роты (254-я стрелковая Черкасская ордена Ленина Краснознамённая, орденов Суворова, Кутузова, Богдана Хмельницкого дивизия, 73-й стрелковый корпус, 52-я армия, 1-й Украинский фронт), красноармеец, участник советско-финляндской войны, участник Великой Отечественной войны, кавалер ордена Славы трёх степеней.

## Биография
Родился 8 августа 1919 года в селе Стовбино ныне Миргородского района Полтавской области (Украина) в крестьянской семье. Украинец. В 1937 году окончил среднюю школу № 1 в городе Миргород. Работал в районном пищекомбинате, ремонтной мастерской.
С 20 октября 1939 года по 1940 год проходил действительную срочную службу в Красной Армии. Участник советско-финляндской войны. Повторно призван 25 августа 1941 года. С 5 сентября 1941 года в действующей армии. Воевал на Юго-Западном фронте, попал в плен. В декабре 1941 года бежал из лагеря военнопленных. Жил в городе Миргород. С сентября 1943 года – снова в действующей армии. Воевал на Воронежском, 2-м и 1-м Украинских фронтах. Принимал участие в освобождении Левобережной Украины, битве за Днепр, Кировоградской, Корсунь-Шевченковской, Уманско-Ботошанской, Ясско-Кишинёвской, Сандомирско-Силезской, Нижнесилезской, Берлинской и Пражской наступательных операциях.
В период Уманско-Ботошанской наступательной операции стрелок-разведчик 333-й отдельной разведывательной роты (254-я стрелковая дивизия, 52-я армия, 2-й Украинский фронт) Кононенко  Г. Д. 12 марта 1944 года в числе первых форсировал реку Южный Буг в районе села Шумилов ныне Бершадского района Винницкой области (Украина) и вступил в бой за овладение плацдармом. В районе населённого пункта Миньковка (Винницкая область) участвовал в разведке боем. Уничтожил 4 солдат и взял в плен офицера.
Приказом командира 254-й стрелковой дивизии полковника Путейко М. К. 12 апреля 1944 года красноармеец Кононенко Григорий Дмитриевич награждён орденом Славы 3-й степени.
В ночь на 8 мая 1944 года действовал в составе разведывательной группы. При подходе к объекту атаки группа была обнаружена противником, который открыл огонь по разведчикам. Г. Д. Кононенко, находясь в группе обеспечения, скрытно подобрался к станковому пулемёту и огнём из автомата уничтожил его расчёт. Разведчики захватили контрольного пленного и доставили его в штаб дивизии. Приказом командира 254-й стрелковой дивизии был награждён медалью «За отвагу».
В ходе Ясско-Кишинёвской наступательной операции 24 августа 1944 года Г. Д. Кононенко действовал в составе разведывательной группы. В районе села Боцешть (ныне жудец Васлуй, Румыния) разведчики обнаружили тыловую колонну противника и стремительно её атаковали, в поиске в районе города Бырлад (Румыния) разведчики истребили около 15 пехотинцев, 10 пленили.
Приказом командующего 52-й армией от 29 сентября 1944 года красноармеец Кононенко Григорий Дмитриевич награждён орденом Славы 2-й степени.
В ходе Сандомирско-Силезской наступательной операции 12 января 1945 года при прорыве обороны противника действовал в составе танкового десанта. При овладении опорным пунктом обороны врага он огнём из автомата уничтожил 14 немецких солдат. В ходе дальнейшего продвижения, действуя в составе головного дозора, на подступах к городу Хмельник (ныне Келецкий повят Свентокшиского воеводства, Польша) обнаружил заслон противника. Скрытно подобравшись ко вражеской позиции, он забросал её гранатами, уничтожив 8 немецких солдат. 24 января 1945 года Кононенко  Г. Д. проник в тыл противника, выявил передвижение колонн противника на маршрутах и доставил необходимые сведения в штаб дивизии. Командиром роты представлен к награждению орденом Красного Знамени. Приказом командующего 52-й армией награждён орденом Отечественной войны 2-й степени.
В Берлинской наступательной операции 19 апреля 1945 года группа разведчиков, в составе которой действовал Г. Д. Кононенко, получила боевую задачу захватить и удержать до подхода главных сил мост через водную преграду в районе города Ниски (ныне район Гёрлиц, земля Саксония, Германия). При отходе охрана моста, который был заминирован, подожгла бикфордовы шнуры к заложенным зарядам. Разведчики сумели перерезать шнуры до взрыва и извлечь запалы из зарядов, захватили мост и удержали его до подхода подкрепления. В бою Г. Д. Кононенко уничтожил 4 немецких солдат и 1 захватил в плен.
Указом Президиума Верховного Совета СССР от 27 июня 1945 года за образцовое выполнение боевых заданий командования на фронте борьбы с немецкими захватчиками и проявленные при этом доблесть и мужество красноармеец Кононенко Григорий Дмитриевич награждён орденом Славы 1-й степени.
В июне 1946 года старшина Кононенко Г. Д. демобилизован. Жил в городе Миргород Полтавской области (Украина). Работал заготовителем в заготовительной конторе районного потребительского общества.
Умер 24 декабря 1970 года. Место захоронения город Миргород Миргородский район Полтавская область Украина.

## Награды
- Орден Отечественной войны II степени (05.02.1945)[6]
- Полный кавалер ордена Славы:
  - орден Славы I степени (27.06.1945)[7];
  - орден Славы II степени (29.09.1944)[8];
  - орден Славы III степени (12.04.1944)[9];
- медали, в том числе:
  - «За отвагу» (13.05.1944)[10];
  - «В ознаменование 100-летия со дня рождения Владимира Ильича Ленина» (6 апреля 1970)
  - «За победу над Германией в Великой Отечественной войне 1941—1945 гг.» (9 мая 1945[11]);
  - «За взятие Берлина» (9.6.1945);
  - «За освобождение Праги» (9.06.1945);
  - «20 лет Победы в Великой Отечественной войне 1941—1945 гг.» (7 мая 1965[12])
  - «50 лет Вооружённых Сил СССР» (26 декабря 1967[13])
- Знак «25 лет победы в Великой Отечественной войне» (1970)

## Память
- На могиле установлен надгробный памятник.
- Его имя увековечено в Главном Храме Вооружённых сил России, и навсегда запечатлено на мемориале «Дорога памяти»[14].
- В городе Миргород на аллее Героев установлен бюст Г. Д. Кононенко.